# Francisco Javier de Morales y Castejón de Arroyo
Francisco Javier de Morales y Castejón de Arroyo (nacido 1696 en España - 17 de mayo de 1774 en Lima, Perú) fue el mandatario interino de Chile designado por el Virrey del Perú, Manuel Amat y Juniet, correspondiéndole enfrentar el problema de la guerra contra los Araucanos, llamando a un nuevo parlamento.

## La Paz de Negrete
La belicosidad de los mapuches no decrece. En 1770 los toquis Curiñancu y Taipilabquén derrotan a más de doscientos soldados españoles, obligando al gobernador Morales a negociar en Negrete una tregua que cuesta a los españoles, además del desprestigio consiguiente, cerca de $8.000 en dinero y varios miles reses vacunas ofrecidos en compensación.

## Reformas administrativas
Por disposición de Carlos III, la explotación de la Casa de Moneda se incorporó a la Corona.
Organizó el correo como servicio público, que hasta esa fecha era patrimonio de una familia y tomó para el gobierno el control de la aduana. A estas reformas se sumó la realización de nuevos trabajos en el Canal del Maipo.
Morales se retiró del gobierno sin que se le imputase ningún cargo en el juicio de residencia.